# NBA 2K3
NBA 2K3 is een computerspel dat werd ontwikkeld door Visual Concepts en uitgegeven door Sega Sports. Het spel kwam in 2002 uit voor de GameCube, PlayStation 2 en Xbox. Met het sportspel kan de speler basketbal spelen. Het spel is de vierde uit de serie NBA 2K. Nieuw in dit spel is dat de speler tijdens de sprong kan richten.

## Platforms
| Platform      | Jaar |
| ------------- | ---- |
| GameCube      | 2002 |
| PlayStation 2 | 2002 |
| Xbox          | 2002 |

## Ontvangst
| Beoordeeld door | Platform      | Datum            | Score |
| --------------- | ------------- | ---------------- | ----- |
| Netjak          | PlayStation 2 | 30 oktober 2002  | 93%   |
| Game Revolution | PlayStation 2 | oktober 2002     | 91%   |
| GameSpy         | Xbox          | 3 december 2002  | 88%   |
| Jeuxvideo.com   | GameCube      | 24 april 2003    | 85%   |
| 4Players.de     | Xbox          | 1 mei 2003       | 85%   |
| GameSpot        | Xbox          | 10 oktober 2002  | 84%   |
| SegaFan.com     | GameCube      | 7 september 2003 | 83%   |
| Gamekult        | GameCube      | 26 februari 2003 | 80%   |
| Factornews      | Xbox          | 2 juni 2003      | 80%   |
| Rebell.at Games | GameCube      | 31 mei 2003      | 70%   |

## Trivia
- Zoals bij de voorgaande vier spellen van deze serie staat opnieuw de Amerikaanse basketballer Allen Iverson van de Philadelphia 76ers op de cover.